# 特色 (印刷)
特色（とくしょく）とは、印刷においてプロセスカラーでは再現できない色を表現するために、あらかじめ調合（調色）されたインクのこと。スポットカラーや特練色ともいう。語源は「特別な色」や「特殊な色」「特別に調合した色」と考えられる。調色することを「練る」と言う業者もあり、「特練色」は「特別に練った色」である。蛍光色や金・銀、メタリックレッドといったメタリックカラー、パステル調の色、白などのほか、蛍光色ほどではないが非常に鮮かな色などがある。また、特色インクは価格面で高くつく。

## 用途
主な用途は、雑誌の表紙やポスター、フライヤー、商品パッケージなどで、蛍光色のような派手な色を使うことで目を惹きつけたい場合や豪華さを演出したい場合、印刷費用の兼ね合いから少ない色数で印刷するが、グレースケールでは物足りないときの2色印刷用、単色でも用紙の色に合わせたい場合（淡い青の用紙に濃い青で印刷するなど。漫画雑誌に多く見られる）、すでに色がついている印刷対象や透明な印刷対象に白を使いたい場合など、さまざまである。

## 色指定方法
多くの場合は印刷業者に依頼（外注）する（対応していない業者もある）。また、熱転写プリンターには特色印刷が可能なものもあり、個人で印刷することも可能ではある。以下では外注で、紙媒体などアナログ媒体で色を指定する場合の手順を記す。
パソコンなどで原稿を作成する場合、業者が対応しているソフトウェアを用い、指定された方法で原稿を作成して、CDなどの記憶媒体などに保存して入稿する。そのソフトウェアがない場合、手持のソフトウェアに対応している業者を探さなければならない。原稿の作成方法は業者、ソフトウェア、色数などによって異なるため、ここでは省略する。
印刷業者に依頼するとき、原稿がデジタルデータでない場合は、特色印刷したい原稿にカラーチャート（色票（カラーチップ）や色見本帳、カラーガイドなどともいう。以降、ここでは色票と表記する）を張り、その色で印刷されるべき箇所を記す。または、色票に番号が振ってあれば、それを記入する。さらに、フルカラー印刷ならその旨を記入する。プロセスカラーを混色した色か単色を使うなら、その濃度をパーセンテージで記す。
記入例としては、たとえば特色にDICカラーガイドの蛍光ピンク（DIC 586s）を使うとして、
- フルカラー印刷併用の場合「DIC 586s＋フルカラー」
- 50%金赤の場合「DIC 586s＋M50%＋Y50%」
- 黒の場合「DIC586s＋Bk100%」 - 大抵はCMYの混色で印刷される。

## 印刷工程
基本的に色分解（分版とも）と呼ばれる工程を経て、分解された色が出せる版を作成して印刷される。

### フルカラー＋特色印刷
1. プロセスカラーで印刷する箇所を色分解してCMY（場合によってはBkも）それぞれの版を作成する。
2. 特色インクを印刷箇所に乗せる版を作成する。
3. プロセスカラーの版を1色ずつ印刷する。
4. 特色インクの版を1色ずつ印刷する。

### 2色印刷
2色印刷にはさまざまな方法がある。また、完成品に特色を使わなくともよいが、少なくとも1色は特色とすることが多いため、簡潔に述べる。
ここではプロセスカラー2色を代用して作成されたデジタル原稿を特色印刷する方法を挙げる。
1. 発注者があらかじめ色分解しておいたプロセスカラー2色から、それぞれの版を作成する。シアンとマゼンタならそれに分解する。
2. 分解された版に、指定されたインクを乗せて印刷する。マゼンタ版に朱色、シアン版に濃緑色といった具合である。

朱色とキープレート（主に濃い焦げ茶色）の組み合わせは肌色が表現できるため、漫画雑誌で利用されることが多い。

## 主要インクメーカー
- DIC - 旧称「大日本インキ化学工業」
- 東洋インキSCホールディングス - 旧称「東洋インキ製造」
- PANTONE

## 特色印刷向けの機能をもつ主なソフトウェア
- Adobe Photoshop - スポットカラーモード、マルチチャネルモード、ダブルトーンなどで色分解などを行なう
- Adobe Illustrator - 特色印刷を行う箇所を、スポットカラーのスウォッチから選択して彩色する
- Adobe InDesign
- Quark XPress